# 얀 크롬캄프
얀 크롬캄프(네덜란드어: Jan Kromkamp, 1980년 8월 17일, 프리슬란트 주 마킹하 ~)는 네덜란드의 전 프로 축구 선수로, 현역 시절 우측 수비수로 활약했다. 그는 현재 CSV의 감독이다.
크롬캄프는 에레디비시에서 9년 동안 AZ와 PSV 소속으로 총 201번의 경기에 출전해 8골을 기록했다. 그는 잉글랜드와 스페인에 잠깐 머무르기도 했으며, 현역 생활을 고 어헤드 이글스에서 시작하고 끝냈다.
크롬캄프는 네덜란드 국가대표팀 일원으로 2006년 월드컵에 참가했다.

## 클럽 경력

### AZ까지의 행보
프리슬란트 주 마킹하 출신인 크롬캄프는 에이르스터 디비시의 고 어헤드 이글스에서 신고식을 치렀는데, 첫 공식 경기는 3-0으로 이긴 토프 오스와의 1998년 9월 12일 안방 경기였다. 그는 친정 구단에서 2년을 보내면서 자신의 2년차에 33번의 경기에 출전하여 4골을 기록했다.
크롬캄프는 2000-01 시즌에 에레디비시의 AZ로 이적하여 즉시 주전 선수로 거듭났다. 그는 4년차에 34번의 리그 경기에 출전해 알크마르 연고 구단의 4위에 일조했고, 그에 따라 AZ는 UEFA컵에 참가하여 대회 준결승전까지 올라갔다.

### 비야레알과 리버풀
2005-06 시즌, 라 리가 개막과 함께, 크롬캄프는 스페인 비야레알로 이적했다. 그러나, 2005년 12월 29일, 라 리가 구단은 리버풀과 호세미를 교환하자고 제안하였고, 두 구단의 맞교환이 성사되었다.
크롬캄프는 "붉은 군단" 소속으로 2006년 1월 7일에 열린 루턴 타운과의 FA컵 3차전 경기에서 첫 경기를 치렀다. 그러나, 그는 안필드에 머물면서 아일랜드 국가대표 선수인 스티브 피넌을 주전에서 밀어내지 못했고, 주로 교체 선수로 출전했는데, 2006년 FA컵 결승전도 예외가 아니었다. 그는 주력이 떨어지지만 공 배급력이 좋았고, 상대 측면 공격이나 배급을 차단하기에 부적절했다.

### PSV와 말년
크롬캄프는 2006-07 시즌에 리버풀 소속으로 리그 경기에 1번 출전했다. 2006년 8월 31일, 그는 PSV로 이적해 안드레 오이여르의 블랙번 로버스행으로 공석이 된 등번호 2번을 받았다. 그는 처음 2년 동안 총 54번의 리그 경기에 출전했고, 두 해 모두 리그 정상에 올랐으며, 2006-07 시즌에는 챔피언스리그에서 전 소속 구단인 리버풀을 상대했고, 4번의 경기에서 1무만을 거두었다.
2008년부터 2010년까지, 크롬캄프는 에인트호번 연고 구단에서 부상으로 출전 기회를 많이 잡지 못했다. 2011년 2월 22일, 그는 친정 구단인 고 어헤드 이글스로 복귀하는 것이 발표되었는데, 2011년 7월 부로 2부 리그의 구단에 복귀하게 되었다.
2013년 6월 23일, 33세의 크롬캄프는 만성적인 무릎 문제로 현역 은퇴를 선언했다.

## 국가대표팀 경력

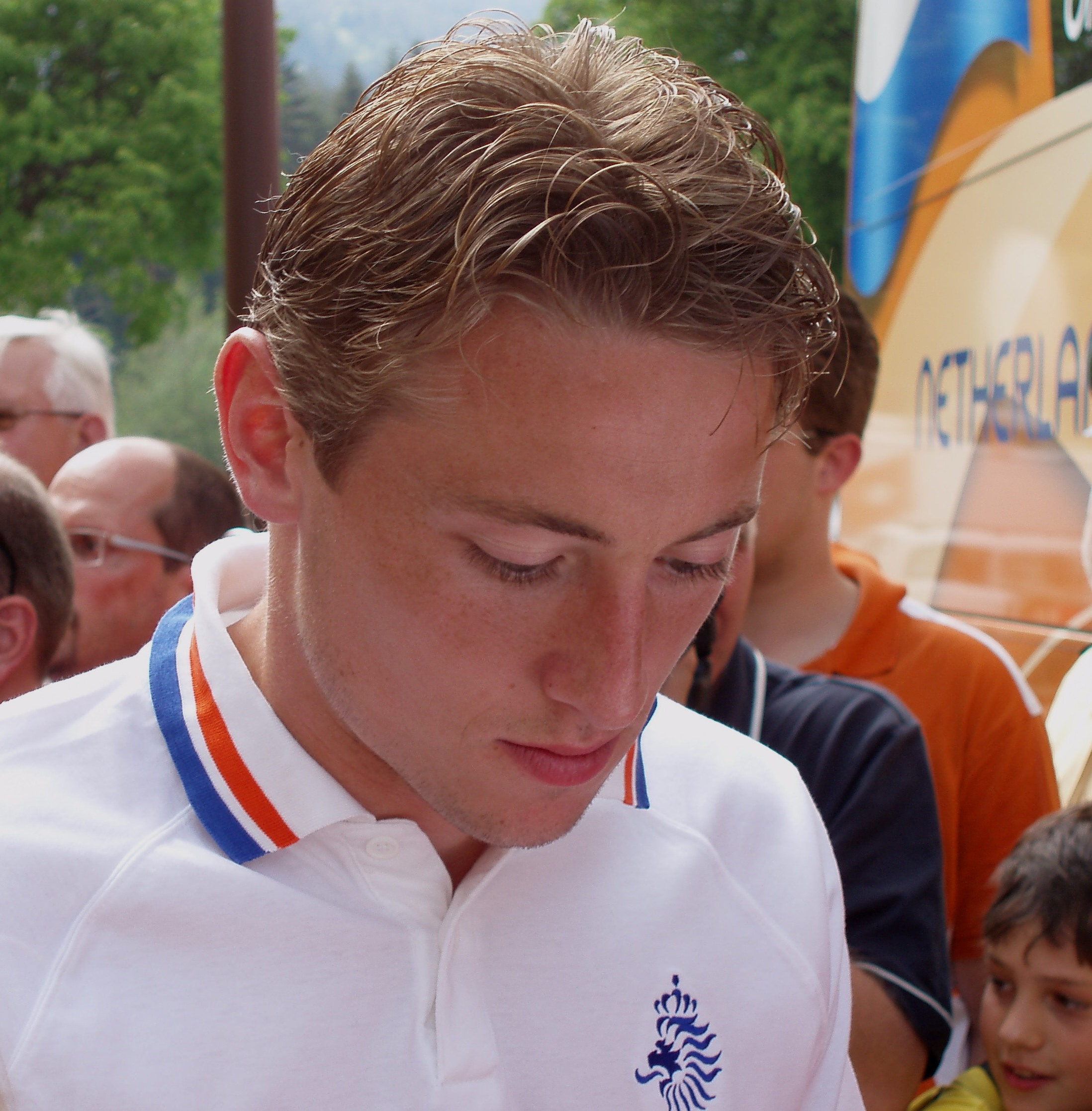
2006년의 크롬캄프

크롬캄프는 디르크 카위트, 할리트 불라루즈, [[로메오 카스텔런, 바리 오프담, 헷비허스 마뒤로, 그리고 요리스 마테이선과 함께 마르코 판 바스턴의 요청에 따라 네덜란드 국가대표팀에 차출되었다. 그는 2004년 8월 18일, 2-2로 비긴 스웨덴과의 친선경기에 출전했고, 이듬해에는 그를 주전급 우측 수비수로 구분하기 시작했다.
그러나, 크롬캄프는 리버풀에 입단하면서, 판 바스턴 감독이 그로 하여금 소속 구단에 더 자주 활약하기를 희망했다고 밝혔고, 이적을 후회할 일이었다고 판단했다. 크롬캄프는 리버풀에 합류해 기쁘며, 판 바스턴의 2006년 월드컵 명단에 이름을 올리기 위해 전력을 다하겠다며 비난에 응수했다. 2006년 5월, 판 바스턴 감독이 23인 최종 명단을 발표했을 때, 크롬캄프도 명단에 이름을 올렸다. 그러나, 그는 대회 본선에서 한 경기도 출전하지 못했다.

## 경력 통계

### 클럽
출처:
| 구단      | 구단             | 구단               | 리그 | 리그 | 컵           | 컵           | 대륙 | 대륙 | 기타 | 기타 | 합계 | 합계 |
| 시즌      | 구단명           | 리그명             | 출장 | 골   | 출장         | 골           | 출장 | 골   | 출장 | 골   | 출장 | 골   |
| 네덜란드  | 네덜란드         | 네덜란드           | 리그 | 리그 | KNVB 베커르  | KNVB 베커르  | 유럽 | 유럽 | 기타 | 기타 | 합계 | 합계 |
| --------- | ---------------- | ------------------ | ---- | ---- | ------------ | ------------ | ---- | ---- | ---- | ---- | ---- | ---- |
| 1998–99   | 고 어헤드 이글스 | 에이르스터 디비시  | 28   | 1    | 0            | 0            | –    | –    | –    | –    | 28   | 1    |
| 1999–00   | 고 어헤드 이글스 | 에이르스터 디비시  | 33   | 4    | 0            | 0            | –    | –    | –    | –    | 33   | 4    |
| 2000–01   | AZ               | 에레디비시         | 25   | 2    | 4            | 0            | –    | –    | –    | –    | 29   | 2    |
| 2001–02   | AZ               | 에레디비시         | 22   | 1    | 3            | 1            | –    | –    | –    | –    | 25   | 2    |
| 2002–03   | AZ               | 에레디비시         | 25   | 2    | 2            | 0            | –    | –    | –    | –    | 27   | 2    |
| 2003–04   | AZ               | 에레디비시         | 34   | 0    | 2            | 0            | –    | –    | –    | –    | 36   | 0    |
| 2004–05   | AZ               | 에레디비시         | 27   | 1    | 1            | 0            | 12   | 0    | –    | –    | 40   | 1    |
| 스페인    | 스페인           | 스페인             | 리그 | 리그 | 코파 델 레이 | 코파 델 레이 | 유럽 | 유럽 | 기타 | 기타 | 합계 | 합계 |
| 2005–06   | 비야레알         | [라리가\|라 리가]] | 6    | 0    | 0            | 0            | 5    | 0    | –    | –    | 11   | 0    |
| 잉글랜드  | 잉글랜드         | 잉글랜드           | 리그 | 리그 | FA컵         | FA컵         | 유럽 | 유럽 | 기타 | 기타 | 합계 | 합계 |
| 2005–06   | 리버풀           | 프리미어리그       | 13   | 0    | 4            | 0            | 0    | 0    | –    | –    | 17   | 0    |
| 2006–07   | 리버풀           | 프리미어리그       | 1    | 0    | 0            | 0            | 0    | 0    | –    | –    | 1    | 0    |
| 네덜란드  | 네덜란드         | 네덜란드           | 리그 | 리그 | KNVB 베커르  | KNVB 베커르  | 유럽 | 유럽 | 기타 | 기타 | 합계 | 합계 |
| 2006–07   | PSV              | 에레디비시         | 28   | 0    | 3            | 0            | 8    | 1    | 0    | 0    | 39   | 1    |
| 2007–08   | PSV              | 에레디비시         | 26   | 1    | 1            | 0            | 9    | 0    | 1    | 0    | 37   | 1    |
| 2008–09   | PSV              | 에레디비시         | 12   | 0    | 2            | 0            | 2    | 0    | 0    | 0    | 16   | 0    |
| 2009–10   | PSV              | 에레디비시         | 2    | 0    | 0            | 0            | 2    | 0    | –    | –    | 4    | 0    |
| 2010–11   | PSV              | 에레디비시         | 0    | 0    | 0            | 0            | 0    | 0    | –    | –    | 0    | 0    |
| 2011–12   | 고 어헤드 이글스 | 에이르스터 디비시  | 26   | 0    | 3            | 0            | –    | –    | 0    | 0    | 29   | 0    |
| 2012–13   | 고 어헤드 이글스 | 에이르스터 디비시  | 8    | 0    | 2            | 0            | –    | –    | 4    | 0    | 14   | 0    |
| 합계      | 네덜란드         | 네덜란드           | 296  | 12   | 23           | 1            | 33   | 1    | 5    | 0    | 357  | 14   |
| 합계      | 스페인           | 스페인             | 6    | 0    | 0            | 0            | 5    | 0    | –    | –    | 11   | 0    |
| 합계      | 잉글랜드         | 잉글랜드           | 14   | 0    | 4            | 0            | 0    | 0    | –    | –    | 18   | 0    |
| 경력 합계 | 경력 합계        | 경력 합계          | 316  | 12   | 27           | 1            | 38   | 1    | 5    | 0    | 386  | 14   |

### 국가대표팀
출처:
| 네덜란드 |      |    |
| 연도     | 출장 | 골 |
| 2004     | 1    | 0  |
| 2005     | 7    | 0  |
| 2006     | 3    | 0  |
| 합계     | 11   | 0  |

## 수상
리버풀
- FA컵: 2005–06[12]

PSV
- 에레디비시: 2006–07, 2007–08